# Ангел Орбецов
Ангел Митков Орбецов е български дипломат.

## Образование
Завършва английска гимназия, след това и „Международни отношения“ в МГИМО, Москва с персийски език през 1988 г. Специалист по средновековна история на Иран, университетски преподавател, вкл. по персийски език.

## Кариера
Орбецов е временно управляващ посолството в Афганистан от 1995 до 1999. През 2002 подготвя възстановяването на дипломатическото представителство в Кабул и изпращането на първия български военен контингент в Афганистан, за което получава много висока оценка от ръководството на Министерството на външните работи.
Посланик в Китай от 2004 до 2008 г. Директор на Дирекция „Азия, Австралия и Океания“ в МВнР от 2008 г.
Разкрит като секретен сътрудник на ДС с псевдоним Гълев с решение № 175/14 декември 2010 г. на Комисията за разкриване на документите и за обявяване на принадлежност на български граждани към държавна сигурност и разузнавателните служби на Българската народна армия .